# Travel Mix Channel
Travel Mix (cunoscut ca Travel Mix Channel) este un canal de televiziune din România care promovează turismul prin documentare proprii.
A fost lansat pe 17 martie 2011 ora 13:45 la Centrul de Presă din cadrul Târgului Internațional de Turism Holiday Market, târg organizat de ANAT in perioada 17-20 martie 2011 având ca parteneri Primăria Generală București si A.N.P.C.P.P.S.R. (Asociația Națională a Protecției Consumatorului și Promovarea Programelor și Strategiilor din România). A înlocuit canalul local Montan Channel iar în februarie 2014 a intrat în lista Must Carry. Din 14 noiembrie 2018 a trecut la formatul 16:9 HD iar din 28 martie 2019 a trecut la emisia 4K.
Începând din 1 octombrie 2021 Travel Mix a renunțat la versiunea SD și a anunțat că va emite în rezoluție 8K.
Canalul emite la toți operatorii de cablu și IPTV dar și online prin intermediul aplicației Diaspora TV.

## Documentare

### Documentare difuzate în prezent
- Check in Show
- Contacte diplomatice
- Doi viezui
- HaiHui în doi
- Infotrip
- Jurnal de călătorii
- Marile orașe
- Mincinoșii
- Muzee sub lupă
- Pe poteci, spre inima ta
- România mea

### Documentare anulate
- Agroturistica
- Bucătăria fără granițe
- Capitale europene
- Comorile din adâncuri
- Descoperă România (acum pe Exploris TV)
- Hai cu noi
- Hoteluri de lux
- Istorie și tradiție
- Lăcașuri de cult
- Locuri și oameni
- Orașele lumii
- Pușculiță cu arome
- Rezervații naturale
- Secretele naturii
- Travel Guide
- Unicool prin lumea mare

## Emisiuni

### Emisiuni anulate
- Agroturism
- Business Travel (Economia Turismului)
- Cu capul în nori
- Hai la masă
- Travel Mix News
- Travel Event
- Travel Experience
- Travel Fun
- Travel Industries
- Travel Teleshopping
- Vip Travel

## Scurtmetraje
- Ghid de călătorie